# Киреева, Эльза Николаевна
Эльза Николаевна Киреева (род. 15 августа 1979 года) — российская марафонка и бегунья на длинные дистанции.

## Карьера
Член сборной команды России по легкой атлетике. Тренируется в Нефтекамске.
Бронзовый призёр чемпионата мира по полумарафону 2009 года в команде.
Серебряный призёр чемпионата России по кроссу 2004 года.
Многократный призёр и чемпионка Международных и Всероссийских соревнований. Победитель XII Новосибирского полумарафона Александра Раевича.
Старший сержант полиции.